# Havelygte
En havelygte er en lygte, der placere i en have.
Havelygter bruges enten til at oplyse gangsystemer, beplantninger/skulpturer eller som ren dekoration.
Havelygter fås i mange størrelser, udformninger og anvendelse.
De sidste par år er mange begyndt at købe havelygter med solceller, som opfanger solens energi i løbet af dagen og derved ikke bruger strøm fra lysnettet om aftenen/natten. Lygten består typisk af en enkelt solcelle, et genopladeligt batteri og enten et lysstofrør eller en eller flere lysdioder.